# オールウエストJAPAN
オールウエストJAPAN（All West Japan）は、2013年の日本女子プロ野球機構のヴィクトリアシリーズにおけるチームである。

## 概要
ヴィクトリアシリーズでは日本女子プロ野球機構に属するチームを東西で分け、年間9試合を行う。オールウエストJAPANは、ウエスト・フローラとサウス・ディオーネから構成される。当初のチーム名はウエスト・フローラとされていたが、ティアラカップ時にもウエスト・フローラが存在し、紛らわしいとの声があり変更された。
2014年からヴィクトリアシリーズが地区別2チームの対戦（西日本は「ウェストフローラvsサウスディオーネ」）となったため、2チーム連合の西軍としての活動ではなくなった。